# Portugal op de Olympische Zomerspelen 1996
Portugal nam deel aan de Olympische Zomerspelen 1996 in Atlanta, Verenigde Staten. Er werden twee medailles gewonnen.

## Medailleoverzicht
| Sport    | Olympiër                | Onderdeel  | Medaille |
| -------- | ----------------------- | ---------- | -------- |
| Atletiek | Fernanda Ribeiro        | 10000m (v) | Goud     |
| Zeilen   | Hugo Rocha Nuno Barreto | 470m (m)   | Brons    |

## Deelnemers en resultaten

### Atletiek
| Olympiër           | Onderdeel                | Resultaat | Prestatie                                                                       |
| ------------------ | ------------------------ | --------- | ------------------------------------------------------------------------------- |
| Luís Cunha         | 100m (m)                 | 73e       | serie 1: 6de in 10,65                                                           |
| António Abrantes   | 800m (m)                 | 33e       | serie 5: 7de in 1.47,73                                                         |
| Luís Feiteira      | 800m (m)                 | 22e       | serie 4: 5de in 3.38,09 halve finale 1: 11de in 3.40,31                         |
| Luís Jesus         | 800m (m)                 | 39e       | serie 2: 7de in 3.44,65                                                         |
| António Travassos  | 800m (m)                 | 34e       | serie 3: 10de in 3.42,01                                                        |
| Luís Jesus         | 5000m (m)                | DNF       | serie 3: 11de in 14.08,87 halve finale 2: niet gestart                          |
| José Ramos         | 5000m (m)                | 26e       | serie 1: 8ste in 14.17,26 halve finale 1: 15de in 14.24,81                      |
| Alfredo Brás       | 10000m (m)               | 26e       | serie 2: 14de in 28.50,28                                                       |
| Paulo Guerra       | 10000m (m)               | DNF       | serie 2: niet gefinisht                                                         |
| Carlos Patrício    | 10000m (m)               | 32e       | serie 1: 15de in 29.15,41                                                       |
| Carlos Silva       | 400m horden (m)          | 20e       | serie 2: 3de in 49,09                                                           |
| Vítor Almeida      | 3000m steeplechase (m)   | 32e       | serie 2: 11de in 8.48,16                                                        |
| Eduardo Henriques  | 3000m steeplechase (m)   | 25e       | serie 1: 8ste in 8.38,58                                                        |
| Domingos Castro    | marathon (m)             | 25e       | 2:18.03                                                                         |
| Manuel Matias      | marathon (m)             | 46e       | 2:20.58                                                                         |
| António Pinto      | marathon (m)             | 14e       | 2:16.41                                                                         |
| José Urbano        | 20km snelwandelen (m)    | 30e       | 2:18.03                                                                         |
| José Magalhães     | 50km snelwandelen (m)    | 36e       | 4:27.37                                                                         |
| Carlos Calado      | verspringen (m)          | 24e       | kwalificatie groep A: 12de met 7,81m                                            |
| Carlos Calado      | hink-stap-springen (m)   | 19e       | kwalificatie groep A: 10de met 16,65m                                           |
| Nuno Fernandes     | polsstokhoogspringen (m) | 18e       | kwalificatie groep A: 10de met 5,60m                                            |
|                    |                          |           |                                                                                 |
| Lucrécia Jardim    | 100m (v)                 | 15e       | serie 6: 3de in 11,32 kwartfinale 2: 4de in 11,37 halve finale 2: 8ste in 11,32 |
| Lucrécia Jardim    | 200m (v)                 | 17e       | serie 2: 3de in 22,95 kwartfinale 3: 5de in 22,88                               |
| Eduarda Coelho     | 800m (v)                 | 26e       | serie 2: 5de in 2.03,22                                                         |
| Carla Sacramento   | 1500m (v)                | 6e        | serie 2: 3de in 4.13,57 halve finale 2: 5de in 4.06,70 finale: 6de in 4.03,91   |
| Ana Dias           | 5000m (v)                | 31e       | serie 2: 10de in 15.57,35                                                       |
| Conceição Ferreira | 10000m (v)               | 29e       | serie 1: 14de in 33.40,76                                                       |
| Fernanda Ribeiro   | 10000m (v)               | Goud      | serie 2: 3de in 31.36,32 finale: 1ste in 31.01,63 (OR)                          |
| Albertina Dias     | marathon (v)             | 27e       | 2:36.39                                                                         |
| Albertina Machado  | marathon (v)             | 47e       | 2:43.44                                                                         |
| Manuela Machado    | marathon (v)             | 7e        | 2:31.11                                                                         |
| Susana Feitor      | 10km snelwandelen (v)    | 13e       | 44.24                                                                           |
| Teresa Machado     | kogelstoten (v)          | 23e       | kwalificatie groep A: 12de met 15,91m                                           |
| Teresa Machado     | discuswerpen (v)         | 10e       | kwalificatie groep A: 5de met 62,02m finale: 10de met 61,38m                    |

### Boogschieten
| Olympiër   | Onderdeel       | Resultaat | Prestatie                                                                     |
| ---------- | --------------- | --------- | ----------------------------------------------------------------------------- |
| Nuno Pombo | individueel (m) | 58e       | plaatsingsronde: 35ste met 650 punten 1ste ronde: V van POL Szymczak: 148-152 |

### Gewichtheffen
| Olympiër   | Onderdeel | Resultaat | Prestatie                                                        |
| ---------- | --------- | --------- | ---------------------------------------------------------------- |
| Nuno Alves | -59kg (m) | 14e       | trekken: 16de met 102,5kg stoten: 13de met 135kg totaal: 237,5kg |

### Gymnastiek
| Olympiër       | Onderdeel                | Resultaat | Prestatie |
| -------------- | ------------------------ | --------- | --- |
| Diana Teixeira | individuele meerkamp (v) | 66e       | kwalificatie: 66ste vloer: 86ste met 18,049 punten sprong: 55ste met 18,762 punten brug: 66ste met 18,549 punten balk: 81ste met 17,249 punten totaal: 72,609 punten |

### Judo
| Olympiër         | Onderdeel | Resultaat | Prestatie |
| ---------------- | --------- | --------- | --- |
| Pedro Caravana   | -60kg (m) | 21e       | 1ste ronde: W van CAN Beaton: waza-ari 2de ronde: V van GBR Donohue: ippon |
| Michel Almeida   | -65kg (m) | 9e        | 1ste ronde: W van PUR Perez: ippon 2de ronde: W van ITA Giorgi: koka 3de ronde: W van CAN Tan: yuko kwartfinale: V van GER Quellmalza: ippon herkansingen: V van CUB Plana: ippon |
| Guilherme Bentes | -71kg (m) | 17e       | 1ste ronde: vrij 2de ronde: W van SMR Mularoni: ippon 3de ronde: V van GEO Dgebuadze: yusei-gachi                                                                                 |
| Pedro Soares     | -95kg (m) | 9e        | 1ste ronde: vrij 2de ronde: W van GER Knorrek: ippon 3de ronde: W van CUB Armentero: ippon kwartfinale: V van POL Nastula: ippon herkansingen: V van HUN Kovács: shido            |
|                  |           |           | |
| Pedro Caravana   | -56kg (v) | 16e       | 1ste ronde: vrij 2de ronde: V van TPE Huang: yusei-gachi |

### Kanovaren
| Olympiër                      | Onderdeel     | Resultaat | Prestatie                                                                               |
| Slalom                        | Slalom        | Slalom    | Slalom                                                                                  |
| ----------------------------- | ------------- | --------- | --------------------------------------------------------------------------------------- |
| Aníbal Fernandes              | K-1 (m)       | 30e       | run 1: 18de in 158,72 run 2: 28ste in 170,00                                            |
|                               |               |           |                                                                                         |
| Florence Ferreira Fernandes   | K-1 (v)       | 22e       | run 1: 13de in 212,19 run 2: 17de in 208,20                                             |
| Sprint                        |               |           |                                                                                         |
| Silvestre Pereira             | C-1 500m (m)  | 15e       | serie 2: 7de in 2.01,576 halve finale 1: 7de in 1.57,949                                |
| Silvestre Pereira             | C-1 1000m (m) | 17e       | serie 2: 8ste in 4.42,715 halve finale 2: 7de in 4.31,199                               |
| José Garcia                   | K-1 500m (m)  | 26e       | serie 2: 8ste in 1.52,760 herkansingen: 9de in 1.55,103                                 |
| José Garcia                   | K-1 1000m (m) | 14e       | serie 1: 4de in 3.56,059 herkansingen: 3de in 4.05,677 halve finale 1: 8ste in 3.48,859 |
| Joaquim Queirós Rui Fernandes | K-2 500m (m)  | 11e       | serie 1: 5de in 1.33,859 herkansingen: 3de in 1.37,499 halve finale 2: 6de in 1.31,559  |
| Joaquim Queirós Rui Fernandes | K-2 1000m (m) | 13e       | serie 1: 9de in 3.59,390 herkansingen: 5de in 3.36,488 halve finale 2: 6de in 3.22,270  |

### Moderne vijfkamp
| Olympiër       | Onderdeel | Resultaat | Prestatie |
| -------------- | --------- | --------- | --- |
| Pedro Caravana | mannen    | 19e       | schietsport: 24ste met 171 punten zwemmen: 19de in 3.23,35 schermen: 28ste met 11 overwinningen paardensport: 5de met 1070 punten atletiek: 7de in 12.45,690 totaal: 5246 punten |

### Paardensport
| Olympiër       | Onderdeel      | Resultaat      | Prestatie |
| Springconcours | Springconcours | Springconcours | Springconcours |
| -------------- | -------------- | -------------- | --- |
| Miguel Leal    | individueel    | 59e            | kwalificatie: 59ste 1ste ronde: 58ste met 12 strafpunten 2de ronde: 67ste met 21,00 strafpunten 3de ronde: 53ste met 12,50 strafpunten totaal: 45,50 strafpunten    |
| António Vozone | individueel    | 69e            | kwalificatie: 69ste 1ste ronde: 66ste met 13,75 strafpunten 2de ronde: 63ste met 17,25 strafpunten 3de ronde: 69ste met 18,25 strafpunten totaal: 49,25 strafpunten |

### Roeien
| Olympiër                                                              | Onderdeel              | Resultaat | Prestatie                                                                     |
| --------------------------------------------------------------------- | ---------------------- | --------- | ----------------------------------------------------------------------------- |
| Samuel Aguiar João Pedro Fernandes Henrique Baixinho Manuel Fernandes | lichte vier-zonder (m) | 15e       | serie 2: 6de in 7.37,13 herkansingen: 5de in 6.15,82 finale C: 3de in 6.27,07 |

### Schermen
| Olympiër    | Onderdeel | Resultaat | Prestatie                             |
| ----------- | --------- | --------- | ------------------------------------- |
| Nuno Frazão | degen (m) | 39e       | 1ste ronde: V van BLR Zakharov: 11-15 |

### Schietsport
| Olympiër               | Onderdeel                  | Resultaat | Prestatie                                          |
| ---------------------- | -------------------------- | --------- | -------------------------------------------------- |
| Manuel da Silva        | trap (m)                   | 7e        | kwalificatie: 7de met 122 punten (24-23-25-25-25)  |
| João Rebelo            | trap (m)                   | 13e       | kwalificatie: 13de met 120 punten (25-23-22-25-25) |
|                        |                            |           |                                                    |
| Sara Antunes           | 10m luchtgeweer (m)        | 47e       | kwalificatie: 47ste met 355 punten (91-94-93-99)   |
| Carla Cristina Ribeiro | 10m luchtgeweer (m)        | 48e       | kwalificatie: 48ste met 375 punten (95-93-91-96)   |
| Sara Antunes           | 50m geweer 3 houdingen (m) | 29e       | kwalificatie: 29ste met 571 punten (195-191-185)   |
| Carla Cristina Ribeiro | 50m geweer 3 houdingen (m) | 32e       | kwalificatie: 32ste met 568 punten (197-191-180)   |

### Tennis
| Olympiër                    | Onderdeel      | Resultaat | Prestatie                                     |
| --------------------------- | -------------- | --------- | --------------------------------------------- |
| Emanuel Couto Bernardo Mota | dubbelspel (m) | 17e       | 1ste ronde: V van BAH Knowles/Smith: 6-7, 6-7 |

### Voetbal
| Olympiër | Onderdeel | Resultaat | Prestatie |
| --- | --------- | --------- | --- |
| Costinha Kenedy Rui Bento Emílio Peixe Beto Jorge Andrade José Dominguez Nuno Capucho Paulo Alves Afonso Martins Rui Jorge Nuno Espírito Santo Luís Vidigal Nuno Gomes Hugo Porfírio Daniel da Cruz Carvalho Calado Litos Nuno Afonso Bruno Caires Sérgio Conceição Paulo Morais | mannen    | 4e        | groep A: 2de W van Tunesië: 2-0 G van Argentinië: 1-1 G van Verenigde Staten: 1-1 kwartfinale: W van Frankrijk: 2-1 halve finale: V van Argentinië: 0-2 bronzen finale: V van Brazilië: 0-5 |

| Groep A |                  |             |             |             |             |            |            |            |        |
| #       | Land             | Wedstrijden | Wedstrijden | Wedstrijden | Wedstrijden | Doelpunten | Doelpunten | Doelpunten | Punten |
| #       | Land             | G           | W           | G           | V           | V          | T          | Saldo      | Punten |
| 1       | Argentinië       | 3           | 1           | 2           | 0           | 5          | 3          | +2         | 5      |
| 2       | Portugal         | 3           | 1           | 2           | 0           | 4          | 2          | +2         | 5      |
| 3       | Verenigde Staten | 3           | 1           | 1           | 1           | 4          | 4          | +0         | 4      |
| 4       | Tunesië          | 3           | 0           | 1           | 2           | 1          | 5          | -4         | 1      |

| Ronde          | Datum           | Plaats           | Land | Score      | Land |
| -------------- | --------------- | ---------------- | ---- | ---------- | ---- |
| Groepsfase     |                 |                  |      |            |      |
| 20 juli        | Washington D.C. | Portugal         | 2-0  | Tunesië    |      |
| 22 juli        | Washington D.C. | Argentinië       | 1-1  | Portugal   |      |
| 24 juli        | Washington D.C. | Verenigde Staten | 1-1  | Portugal   |      |
| Kwartfinale    |                 |                  |      |            |      |
| 27 juli        | Miami           | Portugal         | 2-1  | Frankrijk  |      |
| Halve finale   |                 |                  |      |            |      |
| 30 juli        | Athens          | Portugal         | 0-2  | Argentinië |      |
| Bronzen finale |                 |                  |      |            |      |
| 2 augustus     | Athens          | Brazilië         | 5-0  | Portugal   |      |

### Volleybal
| Olympiër                | Onderdeel | Resultaat | Prestatie |
| Beach                   | Beach     | Beach     | Beach |
| ----------------------- | --------- | --------- | --- |
| João Brenha Miguel Maia | mannen    | 4e        | 1ste ronde: W van NED Everaert/Mulder: 15-8 2de ronde: V van USA Henkel/Smith: 7-15 herkansingen: W van ESP Prieto/Yuste: 15-8 herkansingen 2: W van ARG Conde/Martínez: 15-5 herkansingen 3: W van BRA de Melo/Rego: 15-12 herkansingen 4: W van NOR Kvalheim/Maaseide: 15-3 herkansingen 5: W van USA Henkel/Smith: 15-13 halve finale: V van USA Dodd/Whitmarsh: 13-15 bronzen finale: V van CAN Child/Heese: 5-12, 8-12 |

### Wielersport
| Olympiër          | Onderdeel        | Resultaat | Prestatie      |
| ----------------- | ---------------- | --------- | -------------- |
| José Azevedo      | wegwedstrijd (m) | DNF       | niet gefinisht |
| Cândido Barbosa   | wegwedstrijd (m) | 112e      | 5:01.29        |
| Pedro Lopes       | wegwedstrijd (m) | 48e       | 4:56.45        |
| Nuno Marta        | wegwedstrijd (m) | 78e       | 4:56.49        |
| Orlando Rodrigues | wegwedstrijd (m) | 39e       | 4:56.45        |
|                   |                  |           |                |
| Ana Barros        | wegwedstrijd (v) | 23e       | 2:37.06        |

### Worstelen
| Olympiër       | Onderdeel      | Resultaat      | Prestatie                                                                          |
| Grieks-Romeins | Grieks-Romeins | Grieks-Romeins | Grieks-Romeins                                                                     |
| -------------- | -------------- | -------------- | ---------------------------------------------------------------------------------- |
| David Maia     | -57kg (m)      | 18e            | 1ste ronde: V van CUB Sarmiento Hernández: 0-5 2de ronde: V van MEX Fernández: 3-7 |

### Zeilen
| Olympiër                   | Onderdeel   | Resultaat | Prestatie                                        |
| -------------------------- | ----------- | --------- | ------------------------------------------------ |
| João Rodrigues             | mistral (m) | 7e        | 42,0 punten: (14-8-9-5-2-4-6-12-8)               |
| Vasco Batista              | finn (m)    | 22e       | 129,0 punten: (16-23-23-22-26-7-22-14-16-9)      |
| Hugo Rocha Nuno Barreto    | 470 (m)     | Brons     | 62,0 punten: (5-10-17-7-4-8-9-5-2-12-15)         |
|                            |             |           |                                                  |
| Catarina Fagundes          | mistral (v) | 21e       | 133,0 punten: (PMS-16-19-21-15-23-23-19-20)      |
| Joana Pratas               | europe (v)  | 25e       | 209,0 punten: (25-24-23-27-25-23-16-24-24-25-26) |
|                            |             |           |                                                  |
| Vasco Serpa                | laser       | 7e        | 74,0 punten: (8-3-10-PMS-3-9-11-11-12-16-7)      |
| Diogo Cayolla Miguel Costa | star klasse | 21e       | 129,0 punten: (19-15-16-15-18-14-20-18-21-14)    |

### Zwemmen
| Olympiër                                                     | Onderdeel             | Resultaat | Prestatie                    |
| ------------------------------------------------------------ | --------------------- | --------- | ---------------------------- |
| Manuel da Silva                                              | 50m vrije slag (m)    | 40e       | serie 5: 5de in 23,73        |
| Pedro Ferreira                                               | 1500m vrije slag (m)  | 31e       | serie 2: 7de in 16.34,55     |
| Nuno Laurentino                                              | 100m rugslag (m)      | 30e       | serie 4: 7de in 57,59        |
| Nuno Laurentino                                              | 200m rugslag (m)      | 29e       | serie 3: 7de in 2.05,95      |
| Nuno Laurentino                                              | 200m schoolslag (m)   | 19e       | serie 2: 2de in 2.17,28 (NR) |
| Diogo Madeira                                                | 200m vlinderslag (m)  | 25e       | serie 3: 3de in 2.01,58      |
| Miguel Cabrita José Couto Nuno Laurentino Miguel Machado     | 4x100m wisselslag (m) | DSQ       | serie 4: gediskwalificeerd   |
|                                                              |                       |           |                              |
| Ana Alegria                                                  | 200m vrije slag (v)   | 29e       | serie 2: 4de in 2.05,16      |
| Ana Alegria                                                  | 400m vrije slag (v)   | 37e       | serie 2: 8ste in 4.27,19     |
| Maria Carlos Santos                                          | 100m rugslag (v)      | 22e       | serie 5: 8ste in 1.04,84     |
| Petra Chaves                                                 | 200m rugslag (v)      | 26e       | serie 2: 3de in 2.20,49      |
| Joana Soutinho                                               | 100m schoolslag (v)   | 34e       | serie 2: 3de in 1.13,73      |
| Ana Francisco                                                | 100m vlinderslag (v)  | 26e       | serie 2: 1ste in 1.02,98     |
| Ana Francisco                                                | 200m vlinderslag (v)  | 22e       | serie 3: 7de in 2.17,61      |
| Petra Chaves                                                 | 200m wisselslag (v)   | 33e       | serie 2: 3de in 2.22,03      |
| Ana Alegria Ana Francisco Maria Carlos Santos Joana Soutinho | 4x100m wisselslag (v) | 21e       | serie 3: 7de in 4.21,61      |

Afghanistan · Albanië · Algerije · Amerikaanse Maagdeneilanden · Amerikaans-Samoa · Andorra · Angola · Antigua‑Barbuda · Argentinië · Armenië · Aruba · Australië · Azerbeidzjan · Bahama's · Bahrein · Bangladesh · Barbados · België · Belize · Benin · Bermuda · Bhutan · Bolivia · Bosnië en Herzegovina · Botswana · Brazilië · Britse Maagdeneilanden · Brunei · Bulgarije · Burkina Faso · Burundi · Cambodja · Canada · Centraal-Afrikaanse Republiek · Chili · China · Chinees Taipei · Colombia · Comoren · Congo-Brazzaville · Cookeilanden · Costa Rica · Cuba · Cyprus · Denemarken · Djibouti · Dominica · Dominicaanse Republiek · Duitsland · Ecuador · Egypte · El Salvador · Equatoriaal-Guinea · Estland · Ethiopië · Fiji · Filipijnen · Finland · Frankrijk · Gabon · Gambia · Georgië · Ghana · Grenada · Griekenland · Groot-Brittannië · Guam · Guatemala · Guinee · Guinee-Bissau · Guyana · Haïti · Honduras · Hongarije · Hongkong · Ierland · IJsland · India · Indonesië · Irak · Iran · Israël · Italië · Ivoorkust · Jamaica · Japan · Jemen · Joegoslavië · Jordanië · Kaaimaneilanden · Kaapverdië · Kameroen · Kazachstan · Kenia · Kirgizië · Koeweit · Kroatië · Laos · Lesotho · Letland · Libanon · Liberia · Libië · Liechtenstein · Litouwen · Luxemburg ·  Macedonië · Madagaskar · Malawi · Malediven · Maleisië · Mali · Malta · Marokko · Mauritanië · Mauritius · Mexico · Moldavië · Monaco · Mongolië · Mozambique · Myanmar · Namibië · Nauru · Nederland · Nederlandse Antillen · Nepal · Nicaragua · Nieuw-Zeeland · Niger · Nigeria · Noord-Korea · Noorwegen · Oeganda · Oekraïne · Oezbekistan · Oman · Oostenrijk · Pakistan · Palestina · Panama · Papoea-Nieuw-Guinea · Paraguay · Peru · Polen · Portugal · Puerto Rico · Qatar · Roemenië · Rusland · Rwanda · Saint Kitts en Nevis · Saint Lucia · Saint Vincent en Grenadines · Salomonseilanden · Samoa · San Marino · Sao Tomé en Principe · Saoedi-Arabië · Senegal · Seychellen · Sierra Leone · Singapore · Slovenië · Slowakije · Soedan · Somalië · Spanje · Sri Lanka · Suriname · Swaziland · Syrië · Tadzjikistan · Tanzania · Thailand · Togo · Tonga · Trinidad en Tobago · Tsjaad · Tsjechië · Tunesië · Turkije · Turkmenistan · Uruguay · Vanuatu · Venezuela · Verenigde Arabische Emiraten · Verenigde Staten · Vietnam · Wit-Rusland · Zaïre · Zambia · Zimbabwe · Zuid-Afrika · Zuid-Korea · Zweden · Zwitserland